# Heidhof Horst
Der Heidhof, auch Heidhof Averhoff in Horst (Holstein), ist ein unter Denkmalschutz stehender Bauernhof aus dem Jahre 1711.

## Geschichte
Der Hof wurde am 11. Mai 1711 von seinem Besitzer Peter Averhoff eingeweiht. Es handelt sich hierbei um ein Durchfahrtshaus mit einer durchgehenden Diele, an dessen Seiten zwei kleine Wohnungen und Ställe angebracht sind. Der Lagerraum für die Felderträge befindet sich im Dachraum. 1844 wechselte der Hof den Besitzer und wurde 68 Jahre nicht mehr genutzt, bevor er 1912 einer der Horster Baumschulen als Werkswohnung diente. Bis 1978 wurde der Hof erst von Heimatvertriebenen, dann von einer älteren Dame bewohnt, bevor er wiederum leer stand. Der Hof verfiel zusehends, so dass im Jahr 1983 ein Abrissantrag gestellt und genehmigt wurde.
1986 wurde der Heidhof offiziell unter Denkmalschutz gestellt. Die Sanierung des Hofes schritt voran, und ab Oktober 1988 war der Hof wieder bewohnt. Im Innenraum wurden einige Zimmer zusammengelegt und die Diele mittig getrennt, doch wurde Wert darauf gelegt, dass der Hof weitestgehend im Originalzustand blieb. Somit ist der Heidhof einer der wenigen erhaltenen Durchfahrtshöfe Steinburgs.

### Bürgerinitiative
Eine Bürgerinitiative nahm sich des Hofs an und überredete den Besitzer dazu, den Hof nicht abzureißen, sondern zu verkaufen, um das Fachwerk zu erhalten. Mit Zeitungsartikeln, Flugblättern und Plakaten wurde für den Hof geworben. Im Herbst 1985 wurde von der inzwischen gewachsenen Bürgerinitiative ein „letzter Versuch“ unternommen, den Hof zu kaufen, indem ein Sanierungskonzept entworfen wurde. Die Pläne überzeugten die Tochter und den Schwiegersohn des Besitzers.

### A Future for our Past
Bei dem im Jahr 1986 stattgefundenen Wettbewerb „A Future for our Past“ des Europäischen Parlaments sollten Beispiele für die Bebauung des ländlichen Raumes präsentiert werden. 185 Teilnehmer aus 17 Ländern nahmen teil, auch der Heidhof. Dieser überzeugte die Jury und war in Straßburg einer von den zwei ersten Preisträgern.